# آن وارنر
آن وارنر (بالإنجليزية: Anne Warner)‏ هي مجدفة أمريكية، ولدت في 24 أغسطس 1954 في بوسطن في الولايات المتحدة.

## وصلات خارجية
- آن وارنر على موقع الاتحاد الدولي للتجديف (الإنجليزية)
- آن وارنر على موقع اللجنة الأولمبية الدولية (الإنجليزية)
- آن وارنر على موقع أوليمبيديا (الإنجليزية)